# Putala brachycephala
Putala brachycephala är en insektsart som beskrevs av William Lucas Distant 1906. Putala brachycephala ingår i släktet Putala och familjen Dictyopharidae. Inga underarter finns listade i Catalogue of Life.